# Cholangiocyt

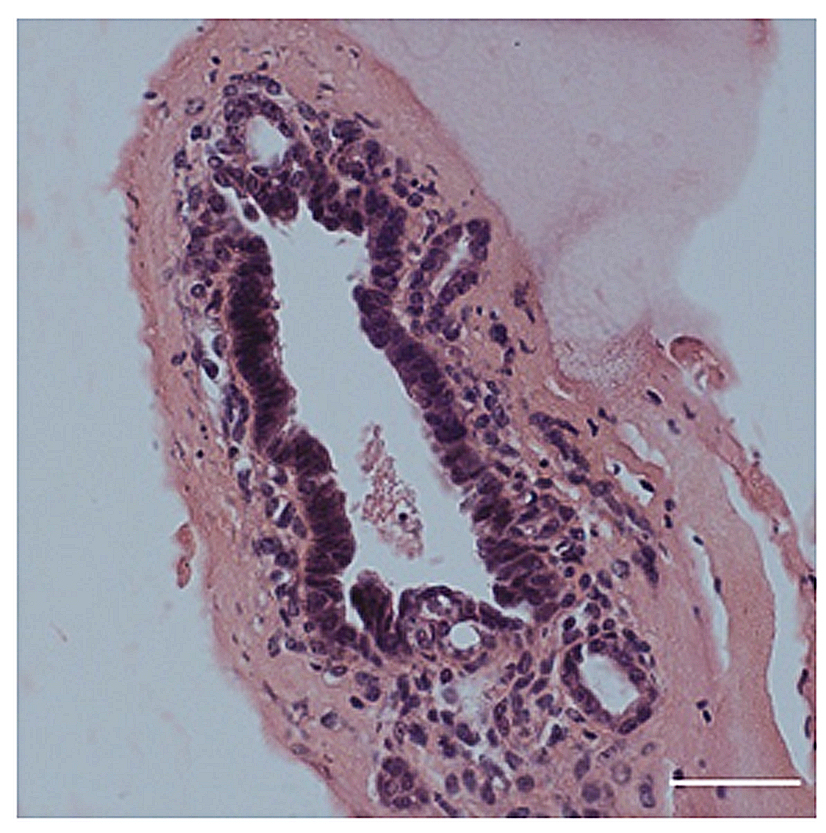
Extrahepatische galgang met cholangiocytepitheel

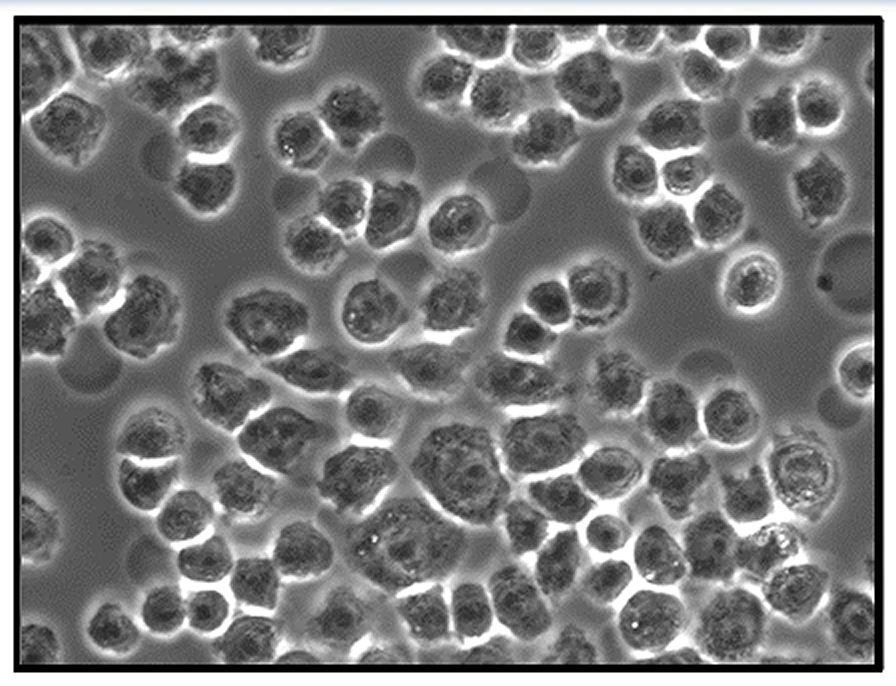
Kubische cholangiocyten

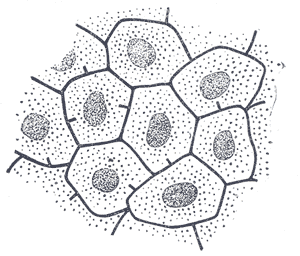
Canaliculi van de lever van een konijn

Een cholangiocyt is een gespecialiseerde epitheelcel van de galgang en de galwegen bekleden. Cholangiocyten differentiëren uit ongedifferentieerde hepatoblasten, die op hun beurt ook kunnen differentiëren tot volwassen hepatocyten. De cholangiocyten vormen kubisch epitheel in de kleine interlobulaire galgangen, maar worden cilindrisch en carbonaatafscheidend in de grotere galgangen die de porta hepatis en de extrahepatische galkanalen naderen. Ze dragen bij aan de overleving van hepatocyten door galzuren te transporteren.

## Functie
Over het algemeen zijn cholangiocyten gepolariseerd met apicale en basale membranen die overeenkomen met verschillende functies:
- het handhaven van de galstroom via het ciliumsysteem en intraductale homeostase via actief biomoleculair transport;
- het modificeren van gal door waterstofcarbonaat (HCO3−) af te scheiden via het celmembraandomein;
- het handhaven van cross-ductale interactie in de lever, afhankelijk van hun tight junctions en immunoglobuline A (IgA) secretie;
- het reabsorberen van verschillende moleculen, waaronder galzouten, galzuren, glucose, aminozuren en ionen. Cholangiocyten vormen een heterogene populatie qua morfologische kenmerken, klassiek beschreven als kleine of grote cholangiocyten.

Het transcriptoom van cholangiocyten is dan ook zeer variabel, evenals hun structurele en metabole functies. Grote cholangiocyten bekleden doorgaans de grotere takken van de galwegen en vormen complexere structuren dan kleine cholangiocyten. Tegelijkertijd nemen grote cholangiocyten deel aan hormoongemoduleerde galsecretie, terwijl kleine cholangiocyten kunnen prolifereren en functionele plasticiteit vertonen bij ziekten. Kleine cholangiocyten lijken beter in staat tot zelfreplicatie tijdens leverschade, wat impliceert dat ze een rol spelen in de leverregeneratie en ductulaire reactie. De ductulaire reactie wordt beschreven als een complex van dynamische interacties tussen leverparenchymcellen, stromacellen en immuuncellen, dat een cruciale rol speelt tijdens leverschade-regeneratie, fibrogenese en maligne transformatieprocessen. Hoewel cholangiocyten niet expliciet worden erkend als de oorsprong van de ductulaire reactie, nemen ze deel aan initiatoren of zijn uitvoerders van de ductulaire reactie.
Verschillende hormonen en lokaal werkende stoffen dragen bij aan de secretie van vocht/elektrolyten door cholangiocyten. Deze omvatten secretine, acetylcholine, ATP en bombesine. Ze dragen bij aan de leverregeneratie, vooral wanneer de regeneratie van hepatocyten verstoord is en kunnen geactiveerd worden en bijdragen aan herstel van ontstekingen door chemokines en cytokines af te scheiden.
Cholangiocyten werken via een galzuuronafhankelijke galstroom, die wordt aangestuurd door actief transport van elektrolyten. Hepatocyten daarentegen scheiden gal af via een galzuurafhankelijke galstroom, die gekoppeld is aan de secretie van galzuren via ATP-gestuurde transporters door de canaliculi; dunne buisjes waarin de gal, die door hepatocyten wordt afgescheiden, wordt opgevangen. Dit resulteert in een passieve transcellulaire en paracellulaire secretie van vocht en elektrolyten door een osmotisch effect. Bij paracellulair transport beweging stoffen over een epitheel door de intercellulaire ruimte. Bij het transcellulair transport worden verschillende macromoleculen binnen in de cel getransporteerd.

## Klinische betekenis
Een verstoorde werking van cholangiocyten vormt de kern van een verscheidenheid aan pathologische aandoeningen die bekend staan als "cholangiopathieën". Deze ziekten omvatten primaire biliaire cirrose primaire biliaire cholangitis (PBC), aids-cholangiopathie, verdwijnende galkanaalsyndromen (het syndroom van het verdwijnende galkanaal is een losse verzameling ziekten die leiden tot schade aan de galwegen en uiteindelijk tot minder galkanalen), het syndroom van Alagille, taaislijmziekte en galgangatresie. Vaak is levertransplantatie de beste of de enige curatieve behandelingsoptie voor cholangiopathieën, en als groep vormen cholangiopathieën een aanzienlijk percentage van de levertransplantaties bij zowel volwassenen als kinderen.